# Groep T

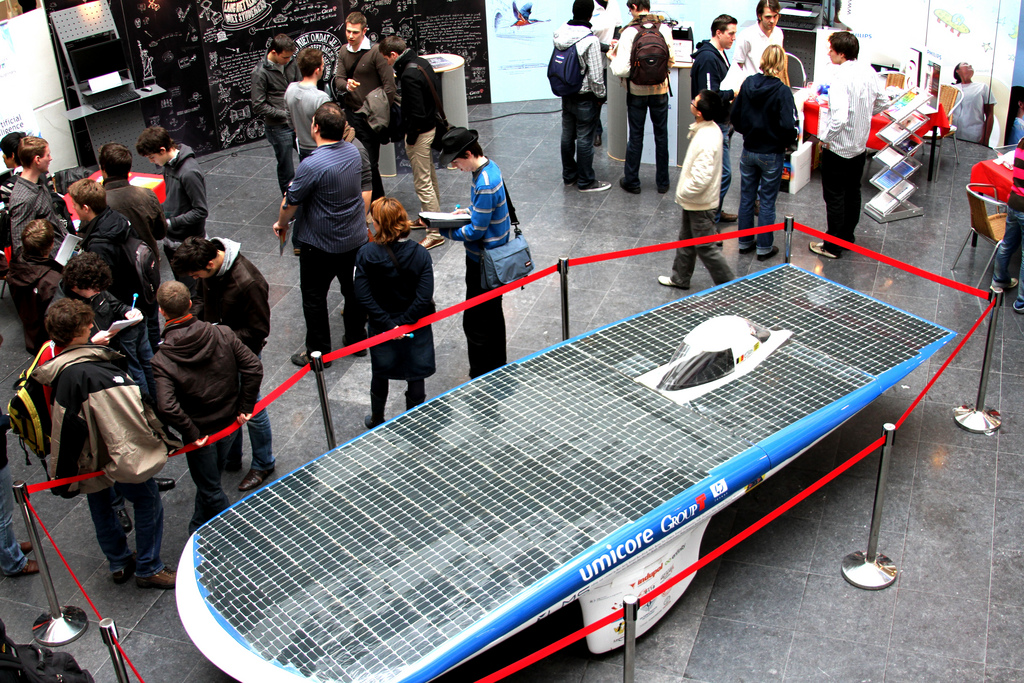
Umicar Infinity in het atrium van Groep T

Groep T is een campus voor hoger onderwijs van de faculteit Industriële Ingenieurswetenschappen van de KU Leuven in de stad Leuven. Tot 2013 was Groep T een onafhankelijke hogeschool.

## Plaats in het onderwijslandschap
De school voerde in Vlaanderen een eigen koers, niettegenstaande haar katholieke achtergrond was ze niet eenduidig te profileren in de nettenstructuur.Bij de hervorming van het hoger onderwijs in Vlaanderen in 1995, trad de school aanvankelijk niet toe tot de Katholieke Hogeschool Leuven. In 2004 werd ze wel lid van de Associatie KU Leuven, de associatie rond de KU Leuven.

## Geschiedenis
Groep T is ontstaan uit een fusie van de bestaande school voor technische (later industriële) ingenieurs en de Provinciale Normaalschool en vindt haar oorsprong in de oprichting in 1886 van de katholieke Sint-Pietersambachtsschool in Leuven door Joris Helleputte (1852-1925). De academisering van het hoger onderwijs bedreigde de hogeschool en vanaf oktober 2013 werd de ingenieursopleiding overgenomen door de KU Leuven. Vanaf dat moment vormt Groep T de Leuvense campus voor de faculteit Industriële Ingenieurswetenschappen van de KU Leuven. De niet-universitaire opleidingen, professionele bachelors onderwijs, die doorgaan op de campus Comenius aan de Tiensevest vonden sinds oktober 2014 onderdak bij het nieuwe UC Leuven-Limburg, een samenwerkingsverband met de Katholieke Hogeschool Leuven en de Katholieke Hogeschool Limburg.

### Campus
De studentenvereniging van de Industriële Wetenschappen (voor oktober 2013 Groep T, daarna KU Leuven) was en is Industria. De fakbar (het faculteitscafé) van zowel Industria als Educata (de kring van de onderwijsopleidingen van het voormalige Groep T) was de Délibéré. Sinds het academiejaar 2015-2016 vertoeft Industria in fakbar Recup, samen met de Psychologische Kring. Naast de studentenvereniging Industria heeft de campus ook een eigen Studentenraad. Dit maakt Groep T de enige campus aan de KU Leuven waar de onderwijswerking apart staat van de studentenvereniging.

## Onderwijsaanbod
De faculteit IIW richt op de campus academische bachelor- en masteropleidingen in de industriële wetenschappen in met volgende afstudeerrichtingen:
- Elektromechanica
- Elektronica-ICT
- Chemie
- Biochemie

#### Internationale connecties
De volledige opleiding tot Master in de Industriële Wetenschappen kan vanaf het eerste bachelorjaar naast in het Nederlands ook in het Engels gevolgd worden. Daarbij kunnen studenten die zich in het Nederlandstalige programma inschrijven naar keuze ook vakken in het Engels volgen. De Campus Groep T telde in het academiejaar 2019-2020 meer dan 150 eerstejaarsstudenten in de Engelstalige richting. Deze komen uit China, de landen van Zuidoost-Azië (Laos, Vietnam, Cambodja), India, het Midden-Oosten, Afrika, maar ook uit verschillende Europese landen, in het bijzonder landen uit het voormalige oostblok en landen van de voormalige Sovietunie. Docenten van IIW geven regelmatig gastcursussen aan verschillende universiteiten in het verre oosten, waarmee de faculteit samenwerkingsverbanden heeft, zoals de Beijing Jiaotong Universiteit en de Technische Universiteit Zhejiang.

#### Formula StudentCompetitions
Formula Electric Belgium (FEB) is een team van een 25-tal ingenieurs studenten dat ieder jaar meedoet aan de grootste engineering competities ter wereld. In deze competitie moet er een Formula Student wagen gebouwd worden. Het FEB team neemt deel aan de EV categorie. Deze wagen wordt ontworpen en gebouwd in negen maanden, waarna de competities gedurende de zomervakanties georganiseerd worden over heel Europa; van de Hockenheimring in Duitsland tot de Hungaroring in Hongarije. In 2021-2022 behaalde het team een 2de plaats op Efficiency, een 5de plaats op endurance met de nieuwste elektrische racewagen, Titan.

#### Solar Challenge
Met het Solar Team neemt een team van studenten om de twee jaar deel aan de World Solar Challenge, het officieuze wereldkampioenschap voor zonnewagens.
De geschiedenis van deze wedstrijden kan teruggevonden worden op de pagina van het Solar Team.
In 2018 behaalde het team de eerste plaats in de Carrera Solar Atacama met de Punch Two.
In 2019 ontwikkelde het team de achtste Belgische zonnewagen, genaamd BluePoint. In datzelfde jaar werd het Belgische team met de nieuwe wagen voor het eerst in de geschiedenis wereldkampioen op de Bridgestone World Solar Challenge in Australië. De Belgen konden op het laatste traject het Vattenfal Solar Team (TU Delft), voormalig wereldkampioen en tevens hun enige voorligger, inhalen. Die laatsten moesten noodgedwongen stoppen nadat hun wagen uitbrandde.
In 2023 werd het Belgische team opnieuw wereldkampioen op de Solar Challenge in Australië met hun wagen, genaamd Infinite.